# Będzin
Będzin [ˈbɛndʑin] är en stad i södra Polen i Śląsk vojvodskap sedan 1999, tidigare i Katowice vojvodskap. Będzin hade år 1999 59 936 invånare och en area på 37 km².
Fram till andra världskriget hade Będzin en stor judisk folkmängd, men i september 1939 tog den tyska armén över området och brände ner Będzins synagoga och flera av de judiska invånarna tillsammans med denna. 